# Mike May
Michael G. May (ur. 1954) – amerykański przedsiębiorca i sportowiec, który stracił wzrok w wyniku eksplozji chemicznej w wieku 3 lat, ale odzyskał częściowo widzenie w 2000, w wieku 46 lat, po przeszczepie rogówki i pionierskim przeszczepie komórek macierzystych wykonanym przez okulistę z San Francisco Daniela Goodmana.

## Życiorys
Wybuch zniszczył jego lewe oko i zranił rogówkę prawego, jednak brak wzroku nie przeszkodził mu w karierze. W dzieciństwie i na studiach grał w piłkę. Ukończył studia magisterskie (Master of Science) w zakresie stosunków międzynarodowych na Johns Hopkins University w Baltimore w stanie Maryland. Pracował dla Central Intelligence Agency jako analityk ryzyka politycznego, dla Bank of California przy automatyzacji przelewów elektronicznych i bankomatach. W 1999 w Davis w stanie Kalifornia założył Sendero Group, firmę zatrudniającą wielu pracowników niewidomych lub z wadą wzroku. Sendero przyczyniła się do poprawy jakości ich życia, tworząc pierwszy GPS dla osób z wadami wzroku. Technologia ta otrzymała Consumer Electronics Show „New Innovations Award” w 2004.
Jednym z osiągnięć Maya był rekord zjazdu na nartach osoby całkowicie niewidomej (przy prędkości 105 km/h). Brał udział w Zimowych Igrzyskach Paraolimpijskich w 1984, zdobywając brązowe medale w biegu zjazdowym, slalomie gigancie oraz technice dowolnej. Ma żonę Jennifer i dwóch synów, Carsona i Wyndhama.
W 1999 w St. Mary’s Hospital w San Francisco chirurg Daniel Goodman wkropił komórki macierzyste do prawego oka Mike’a Maya (lewe było zbyt zniszczone i nie nadawało się do naprawy). Komórki zastąpiły tkankę bliznową i odbudowały powierzchnię oka, przygotowując je do przeszczepu rogówki. 7 marca 2000 po zdjęciu bandaży Mike May po raz pierwszy zobaczył swoją żonę, dzieci oraz pierwszy raz od czasów dzieciństwa, siebie samego.
Po operacji Mike May nie nauczył się intuicyjnego rozumienia głębi widzenia. Kiedy ludzie oddalają się od niego, widzi ich jako zmniejszające się postacie. Ma też problemy z odróżnieniem twarzy męskiej od kobiecej, oraz odczytywaniem emocji z twarzy nieznajomych osób.
W 2006 dziennikarz Robert Kurson napisał książkę o Mayu, Crashing Through, będącą rozwinięciem artykułu napisanego dla Esquire, obecnie będącą w trakcie adaptacji do filmu dokumentalnego. Książka Crashing Through została wydana 15 maja 2007.